# 安藤成季
安東 成季（あんどう なりすえ、生年不詳 - 文安2年4月10日（1445年5月16日））は、室町時代の武将。出羽国の湊系安東氏の第2代当主。通称を安東太郎。別名に盛季。安藤鹿季の子。子に惟季。法名を博仲。
安東氏の系譜には様々な異伝があり、特に湊家は後に子孫が絶えたため系図が混乱している。先祖と同名を名乗る者も多く、途中改名もしばしば行われたこともあり、事績が混同していることも原因の一つである。
安藤氏は陸奥津軽十三湊付近を根拠とし、蝦夷地との交易を中心とした海上交通に従事する海の豪族であったが、鹿季は応永2年（1395年）、兄盛季の命により出羽秋田郡に分家し、上国（かみのくに）家又は湊家と号したとの伝承がある。成季は父の後を承け、永享8年（1436年）に湊城を築城したと伝えられているが、湊城については14世紀中ごろまでに築かれていたとする見解もある。